# 당암초등학교
당암초등학교는 대한민국 충청남도 공주시 장기면 당암리에 있었던 공립 초등학교이다.

## 연혁
- 1946년 11월 19일 장기국민학교 당암분교로 개교
- 1949년 9월 30일 당암국민학교로 승격
- 1972년 3월 1일 원남분교장 설치
- 1989년 3월 1일 원남분교장 통합
- 1995년 12월 1일 1동 교사 개축 및 급식실 준공
- 1996년 3월 1일 당암초등학교 개칭
- 1999년 9월 1일 원남분교장 폐교
- 2008년 2월 29일 행정중심복합도시 조성으로 인해 57회 졸업을 끝으로 폐교 (총 3,093명)[2]